# Concert du nouvel an 2022 à Vienne
Le concert du nouvel an 2022 de l'orchestre philharmonique de Vienne, qui a lieu le 1er janvier 2022, est le 82e concert du nouvel an donné au Musikverein, à Vienne, en Autriche.
Le 1er janvier 2021, l’orchestre philharmonique de Vienne communique le nom du chef chargé de la direction du concert à venir : il s’agit, pour la troisième et dernière fois, de l'Argentin Daniel Barenboim,,, huit ans après sa dernière apparition.
Le programme est présenté le 3 novembre 2021. Six pièces sur les dix-huit au total sont jouées pour la première fois au concert du nouvel an, dont une en ouverture.

## Programme

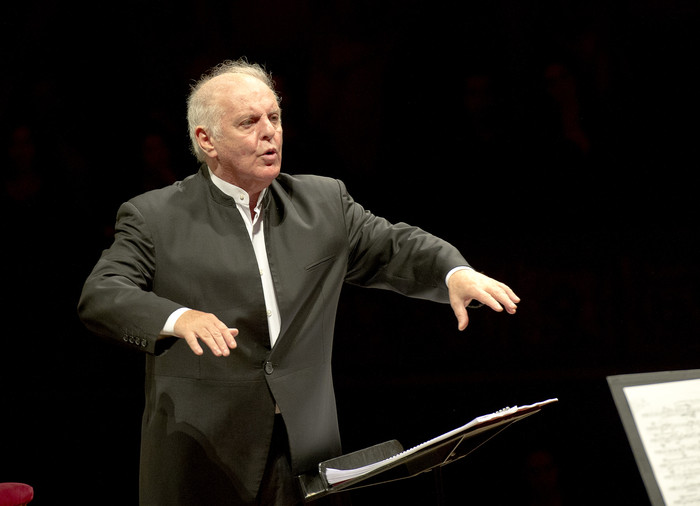
Le chef Daniel Barenboïm (en 2015)

Les pièces suivies d'un astérisque (*) sont jouées pour la première fois

### Première partie
1. Josef Strauss : Phönix-Marsch, marche, op. 105*
2. Johann Strauss II : Phönix-Schwingen, valse, op. 125
3. Josef Strauss : Die Sirene, polka-mazurka, op. 248*
4. Josef Hellmesberger II : Kleiner Anzeiger, galop, op. 4
5. Johann Strauss II : Morgenblätter valse, op. 279
6. Eduard Strauss : Kleine Chronik, polka rapide, op. 128*

### Deuxième partie
1. Johann Strauss II : ouverture de l'opérette La Chauve-Souris
2. Johann Strauss II : Champagner-Polka, polka, op. 211
3. Carl Michael Ziehrer : Nachtschwärmer, valse, op. 466, version chantée et sifflée*
4. Johann Strauss II : Persischer Marsch, marche, op. 289
5. Johann Strauss II : Tausend und eine Nacht, valse d'après des mélodies de l'opérette Indigo und die 40 Räuber, op. 346
6. Eduard Strauss : Gruß an Prag, polka française, op. 144
7. Josef Hellmesberger II : Heinzelmännchen, pièce de caractère*
8. Josef Strauss : Nymphen-Polka, polka française, op. 50*
9. Josef Strauss : Sphärenklänge, valse, op. 235

### Rappels
1. Johann Strauss II : Auf der Jagd, polka rapide, op. 373
2. Johann Strauss II : Le Beau Danube bleu, valse, op. 314
3. Johann Strauss : Marche de Radetzky, marche, op. 228

## Discographie
- Wiener Philharmoniker, Daniel Barenboim – Neujahrskonzert 2022 : Sony Classical – 194299625026, 2 CD[5].